# Foreste torbiere del Borneo
Le foreste torbiere del Borneo sono un'ecoregione appartenente al bioma delle foreste pluviali di latifoglie tropicali e subtropicali (codice ecoregione: IM0104) che si estende in modo frammentario su varie aree dell'isola omonima in tutti e tre i soggetti politici in cui essa è suddivisa: Brunei, Indonesia e Malaysia.

## Geografia
Le foreste torbiere si formano in quelle zone dove i suoli impregnati d'acqua impediscono alle foglie e al legno morti di decomporsi completamente, il che nel tempo crea uno spesso strato di torba acida. Le foreste torbiere del Borneo si trovano nelle pianure costiere dello stato indonesiano del Kalimantan, dello stato malese del Sarawak e del distretto di Belait del Brunei, oltre la fascia delle formazioni di mangrovie salmastre, e sono a loro volta circondate dall'ecoregione delle foreste pluviali di pianura del Borneo, che si sviluppano su suoli meglio drenati. Vi sono anche tratti di foresta torbiera alimentate dai fiumi in zone più elevate del Kalimantan Centrale intorno ai laghi Mahakam e al lago Sentarum sul fiume Kapuas. Il Borneo è caratterizzato da un clima tropicale monsonico.

## Conservazione
Nel corso dell'ultimo decennio, il governo dell'Indonesia ha prosciugato oltre un milione di ettari delle foreste torbiere del Borneo per convertirle in terreni agricoli nell'ambito del Mega Rice Project (MRP). Tra il 1996 e il 1998 sono stati scavati più di 4000 km di canali di drenaggio e di irrigazione e il tasso di deforestazione è accelerato enormemente, sia a causa del disboscamento legale e illegale che degli incendi. Le vie d'acqua, le strade e le ferrovie hanno aperto la regione agli abbattimenti illegali. Nell'area sotto l'ambito dell'MRP, la copertura forestale è scesa dal 64,8% del 1991 al 45,7% del 2000 e da allora la bonifica è continuata. Sembra che quasi tutti gli alberi di importanza commerciale siano stati ora rimossi dalle aree coperte dall'MRP. Inoltre, quello che è successo non è stato quello che i fautori del progetto si aspettavano: i canali hanno prosciugato le torbiere invece di irrigarle. Nei punti in cui le foreste venivano spesso allagate da uno strato d'acqua alto fino a 2 metri durante la stagione delle piogge, ora la superficie è asciutta in ogni momento dell'anno. Il governo indonesiano ha ora abbandonato l'MRP.

### Gli incendi
Gli incendi sono stati appiccati nel tentativo di creare terreni agricoli, comprese grandi piantagioni di palme da olio. La torba secca si infiamma facilmente e brucia anche sottoterra, viaggiando invisibile sotto la superficie per scoppiare in luoghi inaspettati. Pertanto, dopo le bonifiche, gli incendi hanno devastato l'area, distruggendo la foresta rimanente e le forme di vita che vi abitavano, oltre ai nuovi terreni agricoli, danneggiando anche riserve naturali come quella di Muara Kaman, riempiendo l'aria sopra il Borneo e oltre con uno strato di fumo denso e caligine e rilasciando enormi quantità di CO2 nell'atmosfera. La distruzione ha avuto un forte impatto negativo sulla qualità di vita degli abitanti dell'area, causando gravi problemi di salute correlati allo smog a mezzo milione di persone che soffrivano di problemi respiratori.
Le annate di siccità 1997-8 e 2002-3 (vedi El Niño) in particolare sono state segnate da enormi incendi nelle foreste torbiere prosciugate e in via di prosciugamento. Uno studio condotto dall'Agenzia spaziale europea ha rilevato che le foreste torbiere sono un importante serbatoio di carbonio per il pianeta e che gli incendi del 1997-8 potrebbero aver rilasciato fino a 2,5 miliardi di tonnellate di carbonio nell'atmosfera e quelli del 2002-3 tra 200 milioni e un miliardo di tonnellate. Confrontando le immagini satellitari scattate prima e dopo gli incendi del 1997, gli scienziati hanno calcolato che dei 790.000 ettari che erano stati distrutti dagli incendi 730.000 ettari (il 91,5%) erano costituiti da torbiere. Misurando lo strato di torba bruciata, è stato stimato che 0,19-0,23 gigatonnellate (Gt) di carbonio sono state rilasciate nell'atmosfera dalla combustione della torba; altre 0,05 Gt sono state rilasciate dalla combustione della vegetazione circostante. Estendendo l'area di studio a tutta l'Indonesia, è stato stimato che nel 1997 sono state rilasciate nell'atmosfera tra 0,81 e 2,57 Gt di carbonio a seguito della combustione di torba e vegetazione. Ciò equivale al 13-40% delle emissioni globali annue medie di carbonio da combustibili fossili e ha contribuito notevolmente al più grande aumento annuo della concentrazione di CO2 atmosferica rilevato dall'inizio delle registrazioni, nel 1957.
L'Indonesia è attualmente il terzo maggiore emettitore di carbonio al mondo, in larga misura a causa della distruzione delle sue antiche foreste torbiera.

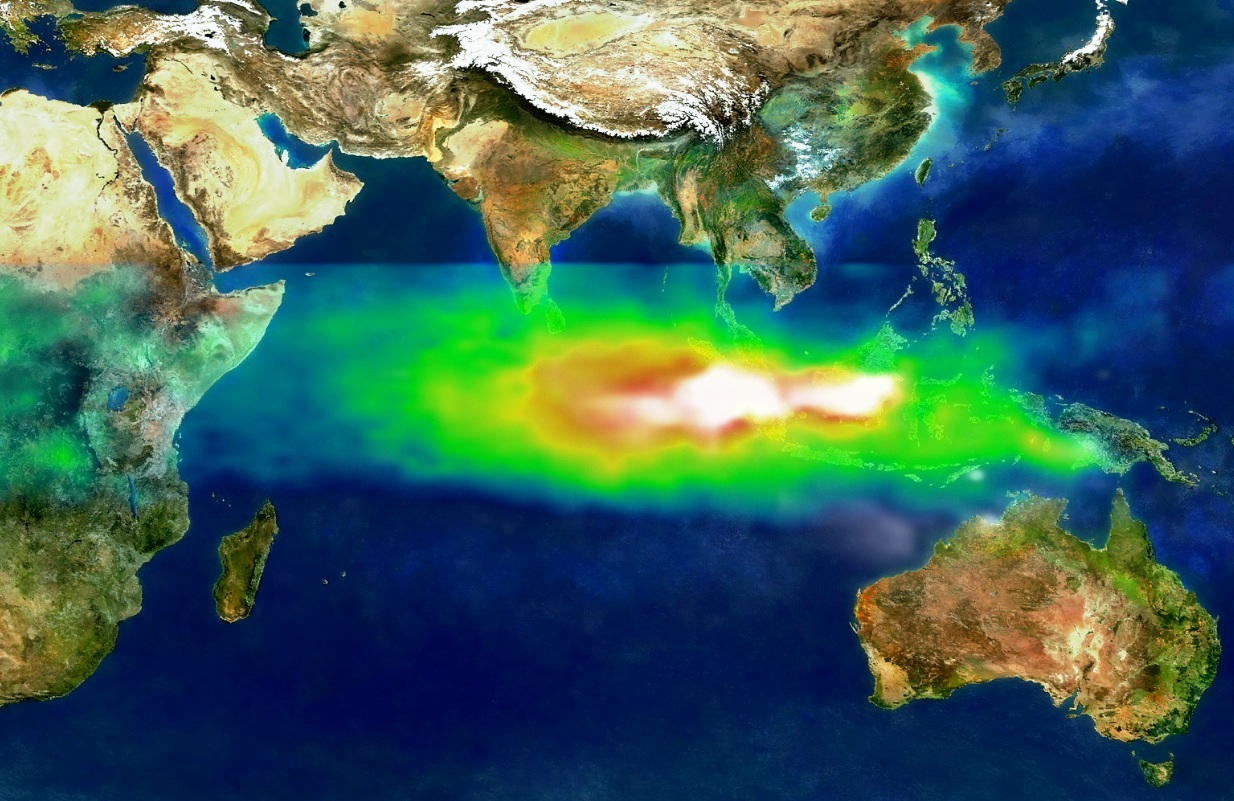
Inquinamento atmosferico nel Sud-est asiatico nell'ottobre 1997.
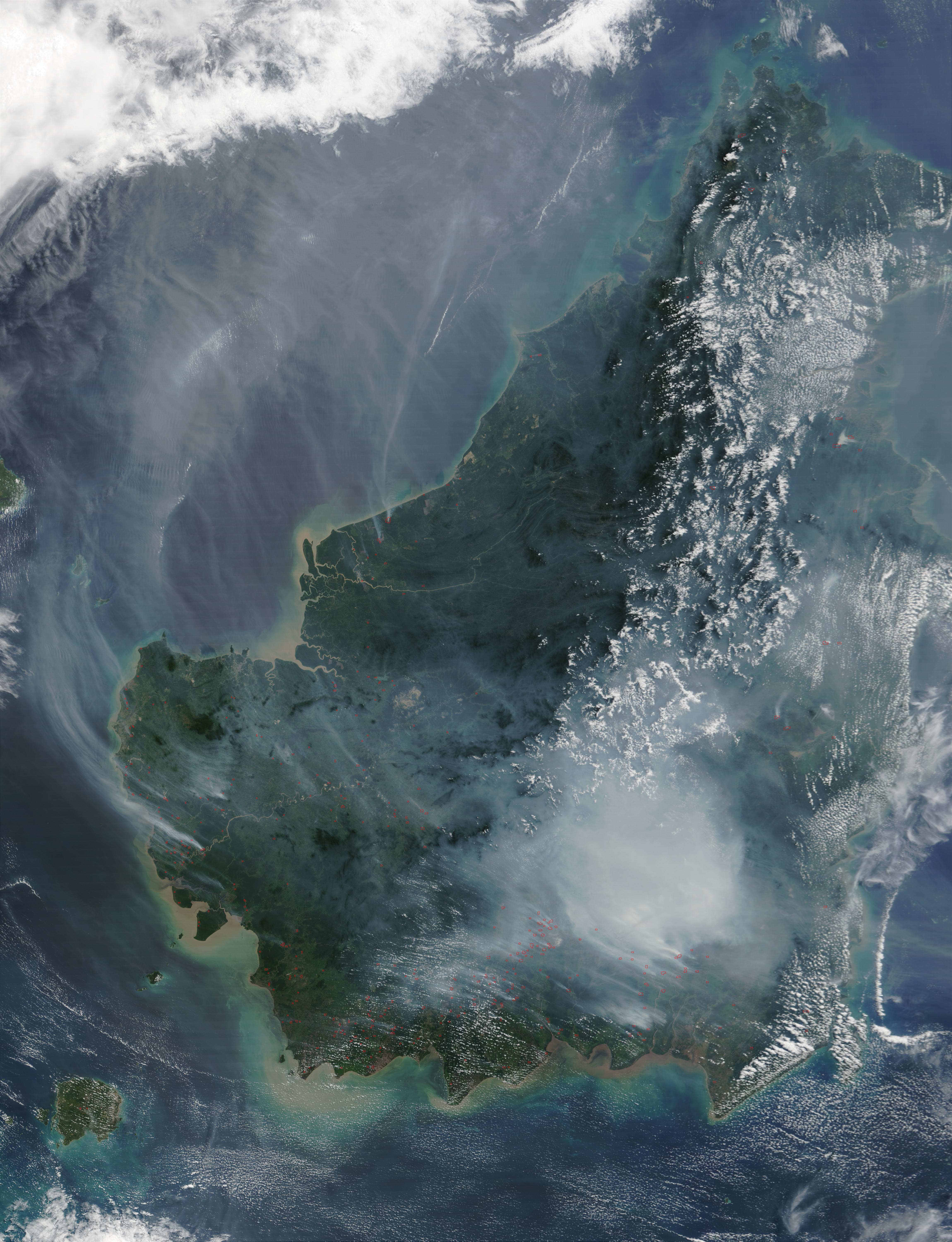
Quest'immagine satellitare del Borneo scattata il 19 agosto 2002 mostra il fumo prodotto dalle foreste torbiera in fiamme.
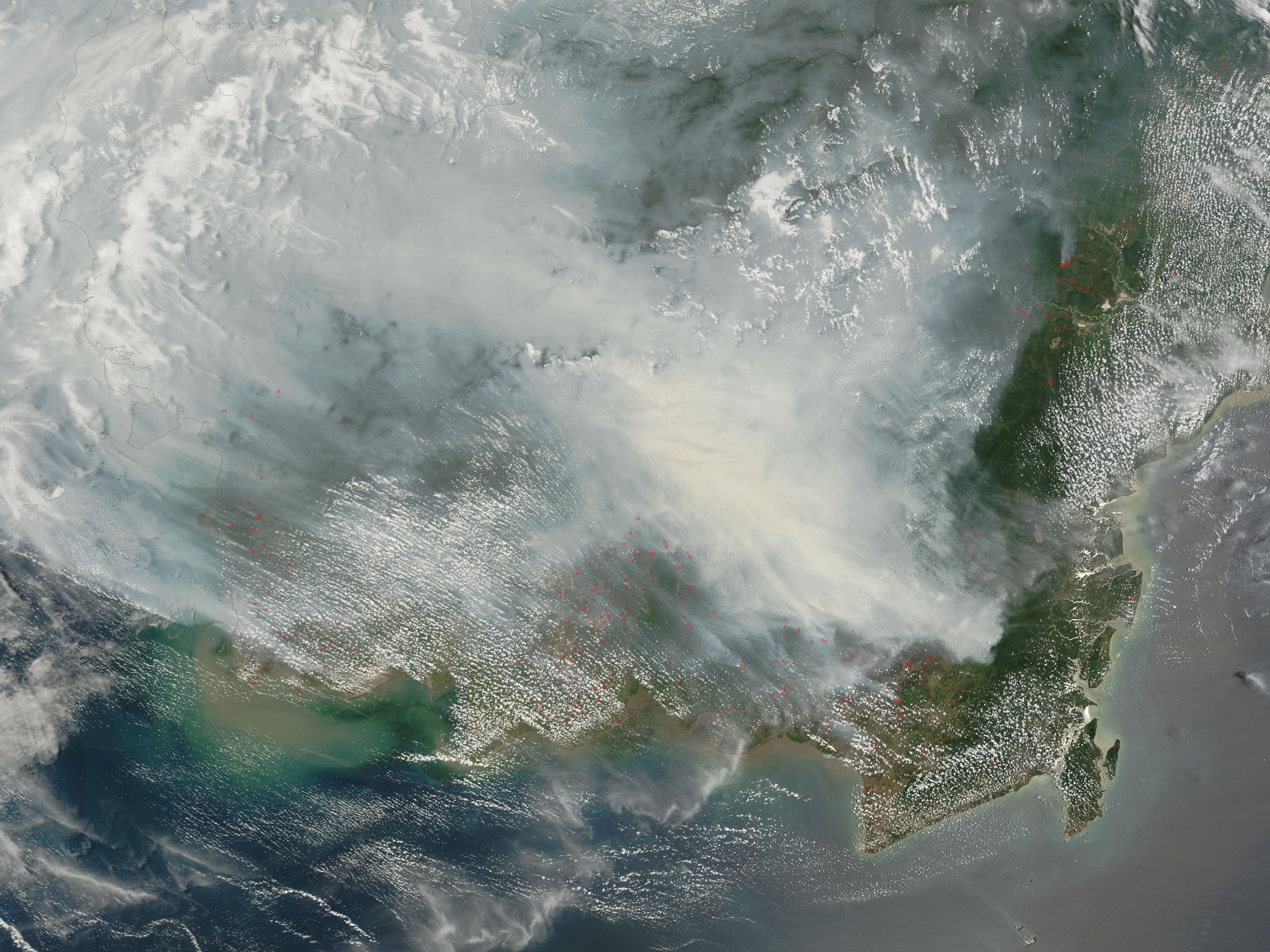
Fotografia satellitare della caligine sopra il Borneo.
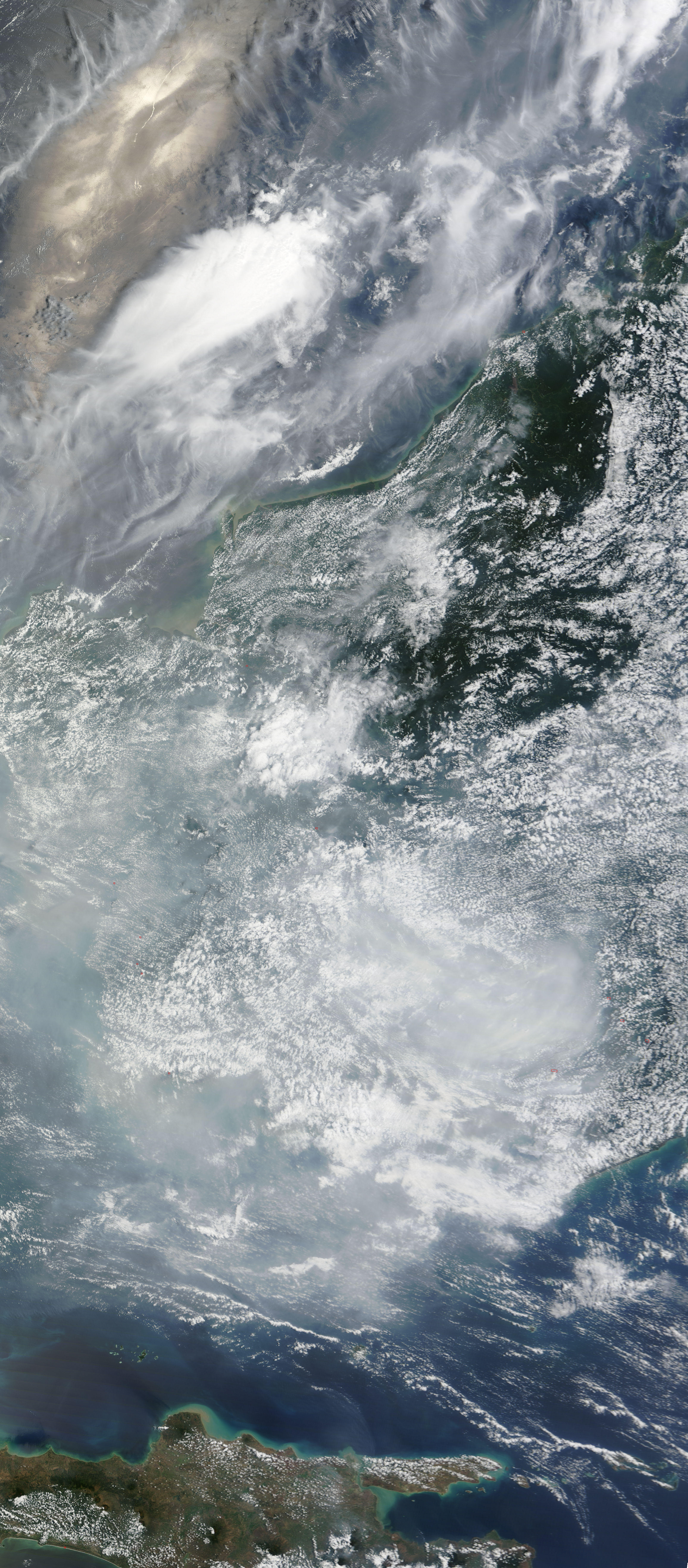
Le pianure nord-occidentali e sud-orientali sono ricoperte dallo spesso strato di fumo grigio prodotto da decine di incendi (2009).

## Ecologia

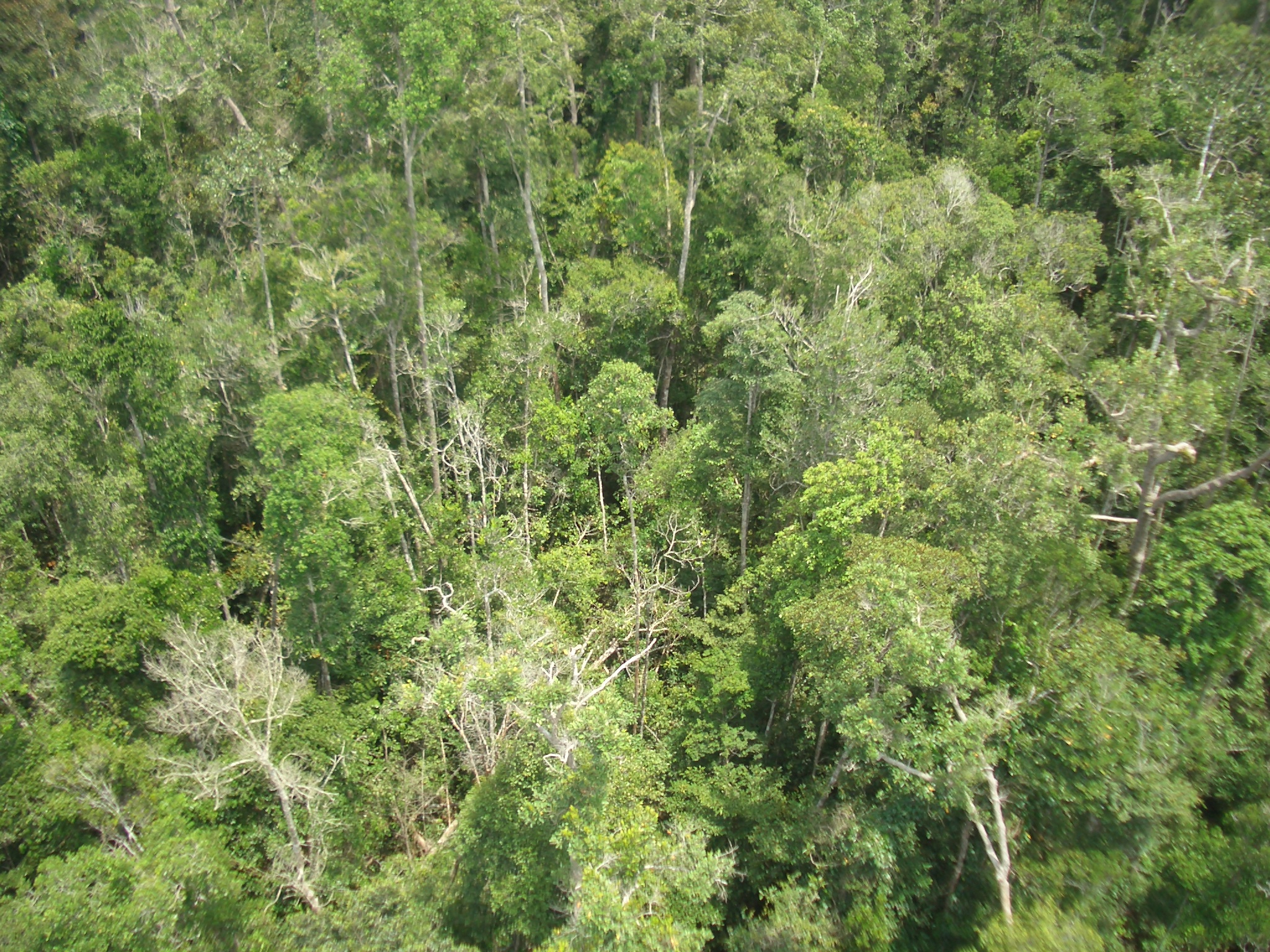
Foesta torbiera nel Kalimantan.

Circa il 62% delle torbiere tropicali del mondo si trova nella regione indo-malese (l'80% in Indonesia, l'11% in Malaysia, il 6% in Papua Nuova Guinea, con piccole sacche e frammenti in Brunei, Vietnam, Filippine e Thailandia). Sono ecosistemi insoliti, con alberi alti fino a 70 m, molto diversi dalle torbiere delle zone temperate boreali (dove predominano i muschi del genere Sphagnum, le graminacee, i carici e gli arbusti). I letti di torba spugnosi, instabili, impregnati d'acqua e anaerobici possono essere profondi fino a 20 m; hanno un pH basso (2,9-4), non sono ricchi di nutrienti e vengono allagati stagionalmente. L'acqua assume un colore marrone scuro a causa dei tannini che filtrano dalle foglie cadute e dalla torba - da cui il nome di «paludi di acque nere». Durante la stagione secca, la torba rimane impregnata d'acqua e le pozze rimangono tra gli alberi.
Nonostante le condizioni estreme, nelle foreste torbiere del Borneo sono state censite fino a 927 specie di piante da fiore e felci (tanto per fare un confronto, nelle foreste torbiere di Pekan nella Malaysia peninsulare sono state censite 260 specie di vegetali). Tratti di foresta vera e propria si dispongono in cerchio attorno alle paludi fino ai loro margini esterni; essi sono costituiti per lo più da specie appartenenti alla famiglia delle Dipterocarpacee. Molti alberi sono dotati di contrafforti e di radici a trampolo per sostenersi nel substrato instabile e di pneumatofori che facilitano lo scambio di gas. Gli alberi hanno sviluppato uno spesso tappetino di radici nei 50 cm superiori della torba che consente l'assorbimento di ossigeno e sostanze nutritive.

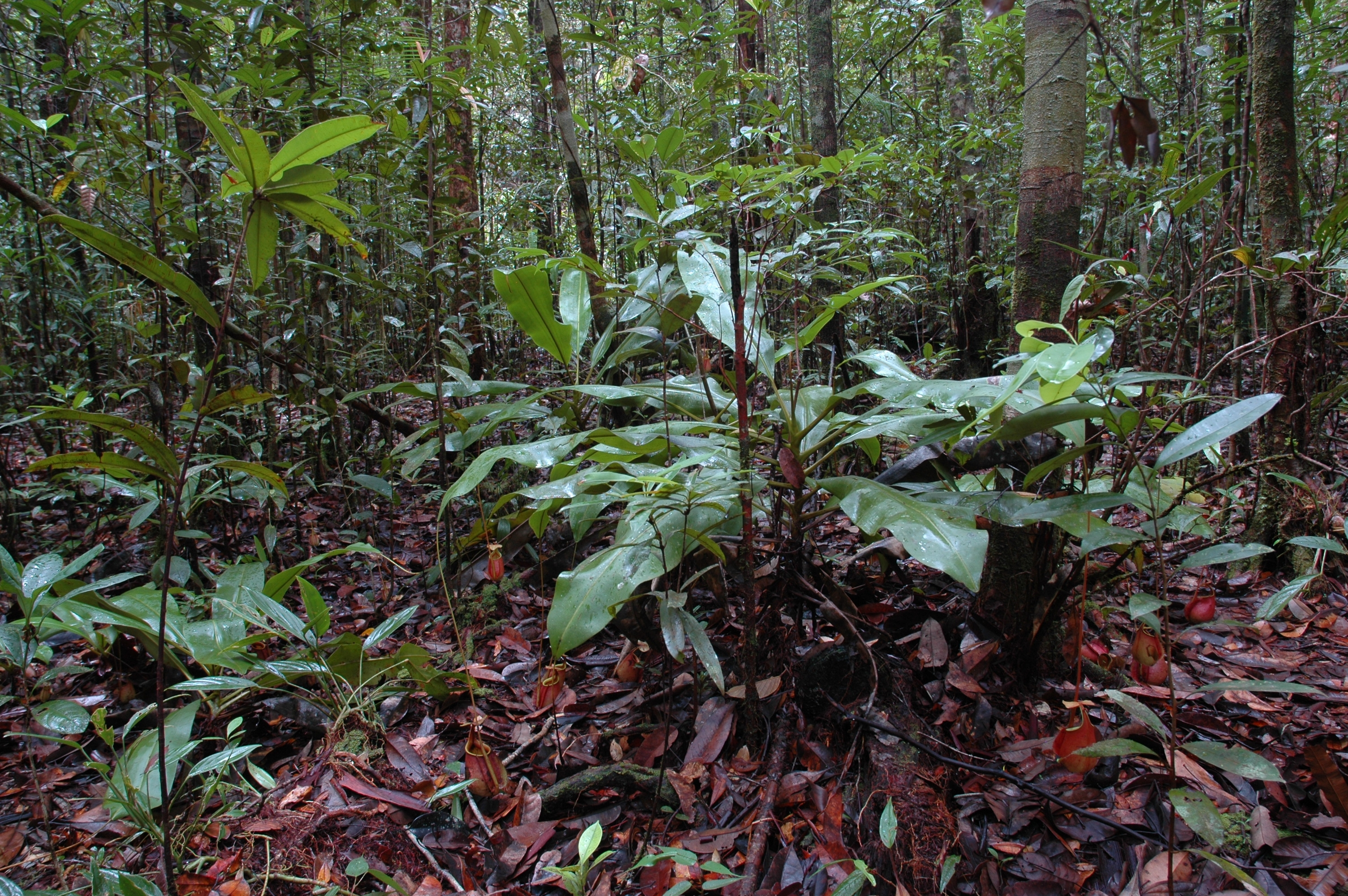
Foresta torbiera nel parco nazionale del Gunung Mulu con piante di Nepenthes bicalcarata in primo piano.

Le torbiere di pianura del Borneo che si sono formate sopra uno strato di fango marino e di sabbia hanno per lo più un'età inferiore ai 5 000 anni e sono pertanto geologicamente recenti, ma alcune delle foreste torbiere lungo i laghi del Kalimantan hanno fino a 11 000 anni.
Uno dei motivi per cui queste foreste sono così povere di nutrienti è che non sono attraversate da torrenti e fiumi (se lo fossero, si trasformerebbero in paludi di acqua dolce ricche di nutrienti) e l'acqua scorre fuori da esse, quindi l'unico input di nutrienti proviene dalle piogge, dall'aerosol marino e dalle polveri. Per far fronte alla carenza di nutrienti, le piante investono molto nelle difese contro gli animali erbivori, siano esse chimiche (composti secondari tossici) o fisiche (foglie coriacee dure, spine e aculei). Sono proprio queste difese che impediscono alle foglie di decomporsi e quindi di accumularsi come torba. Sebbene il contenuto cellulare fuoriesca rapidamente dalle foglie quando cadono, la loro struttura fisica è resistente alla decomposizione sia batterica che fungina e quindi rimane intatta, disgregandosi lentamente formando torba. Ciò è in netto contrasto con quanto avviene nelle foreste di Dipterocarpacee di pianura dove la decomposizione delle foglie è estremamente rapida, così come è rapido, di conseguenza, il ciclo dei nutrienti sul suolo della foresta. Se specie di piante non endemiche venissero collocate nelle foreste torbiere, le loro foglie cadute si decomporrebbero abbastanza rapidamente, mentre quelle delle specie endemiche, anche dopo un anno immerse nella palude, rimangono praticamente invariate. Gli unici nutrienti disponibili per gli alberi sono quindi quelli che lisciviano dalle foglie quando cadono, che vengono rapidamente assorbiti dallo spesso tappeto radicale. In precedenza si presumeva che il pH basso e le condizioni anaerobiche delle torbiere tropicali impedissero la sopravvivenza di batteri e funghi, ma studi recenti hanno dimostrato la presenza di comunità diversificate e abbondanti (anche se non così diversificate come quelle delle foreste pluviali tropicali che si sviluppano su un terreno asciutto o delle paludi di acqua dolce).

## Fauna
Queste foreste ospitano animali selvatici quali gibboni, oranghi e coccodrilli. Le rive dei fiumi in particolare sono habitat importanti per il macaco cinomolgo (Macaca fascicularis) e il presbite dalla cresta (Trachypithecus cristatus) e costituiscono l'habitat principale della nasica (Nasalis larvatus), una specie in via di estinzione endemica del Borneo in grado di nuotare abilmente nei fiumi, e dell'ipposidero del Borneo (Hipposideros doriae). Qui vivono due specie di uccelli endemiche delle foreste torbiere, l'occhialino di Giava (Zosterops flavus) e il bulbul beccolungo (Setornis criniger), e nel solo parco nazionale di Tanjung Puting sono state registrate più di 200 specie di uccelli. I fiumi delle torbiere ospitano il raro pesce arowana (Scleropages formosus), lontre, uccelli acquatici, falsi gaviali e coccodrilli. Un altro piccolo tipo di pesci qui presenti sono i Parosphromenus, di piccole dimensioni e di estrema bellezza, ma anch'essi estremamente minacciati.

## Conservazione
I tentativi di conservazione sono stati minimi, se paragonati alle recenti devastazioni, mentre il disboscamento commerciale della foresta torbiera del Sarawak è tuttora in corso e si prevede un suo intensificarsi nel Brunei. Uno dei piani della ONG ambientalista Borneo Orangutan Survival è quello di preservare la foresta torbiera di Mawas utilizzando una combinazione di compensazione delle emissioni di carbonio e di scambio del debito per natura (debt-for-nature-swap). La conservazione e rinaturalizzazione delle torbiere sono obiettivi più efficienti rispetto alla riduzione della deforestazione (in termini di crediti di carbonio attraverso le iniziative REDD+) a causa delle maggiori riduzioni di emissioni di carbonio che si possono conseguire per m² e dei costi più bassi. Circa il 6% della copertura originaria di foreste torbiere si trova all'interno di aree protette, le più grandi delle quali sono i parchi nazionali di Tanjung Puting e di Sabangau.